# Ambassade du Maroc au Royaume-Uni
L'ambassade du Maroc au Royaume-Uni est la représentation diplomatique du Maroc auprès du Royaume-Uni. Elle est située au 49 Queen's Gate Gardens London SW7 5NE, la capitale du pays.
Son ambassadeur est, depuis le 14 décembre 2021 Hakim Hajoui.

## Galerie

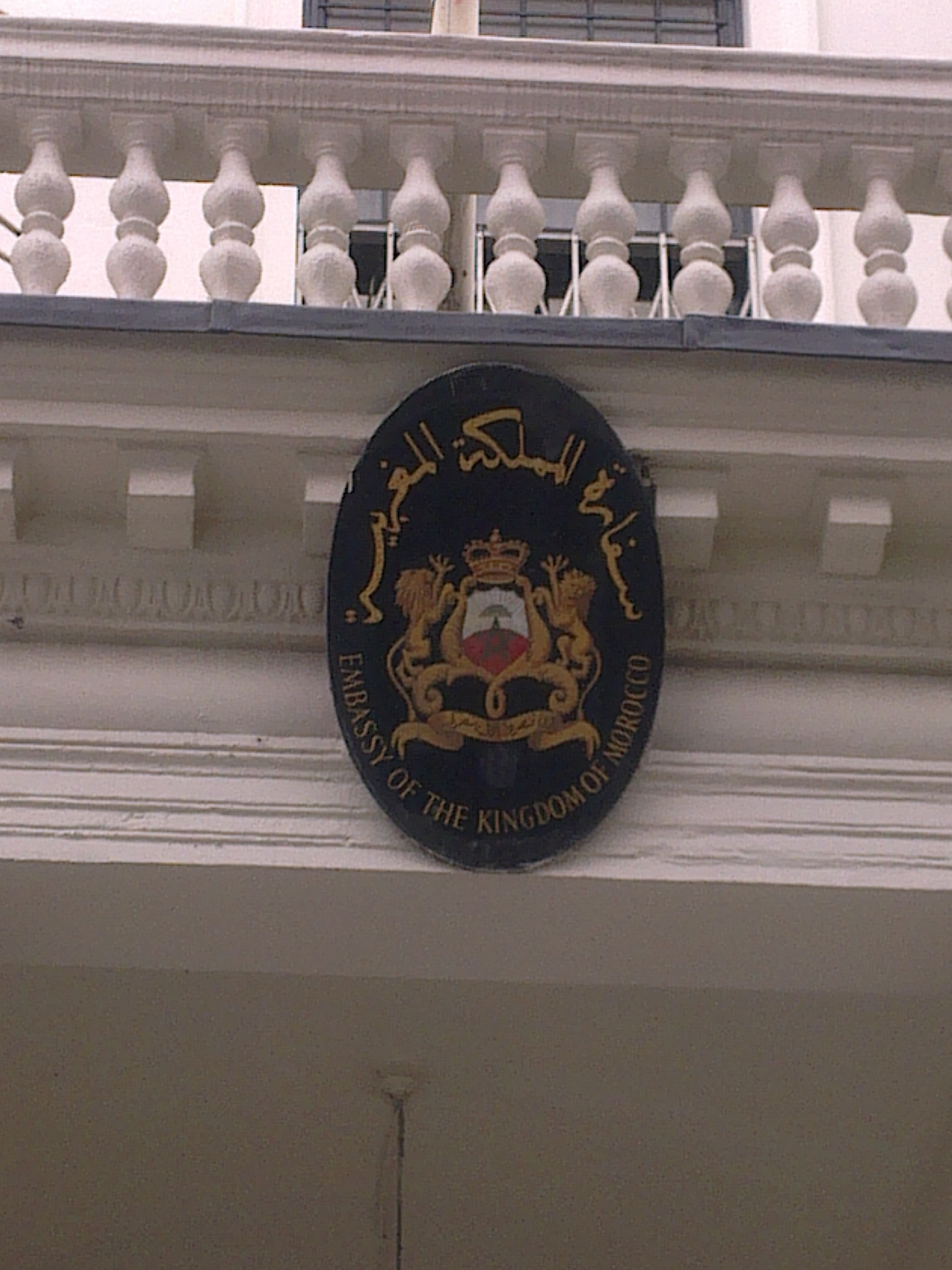
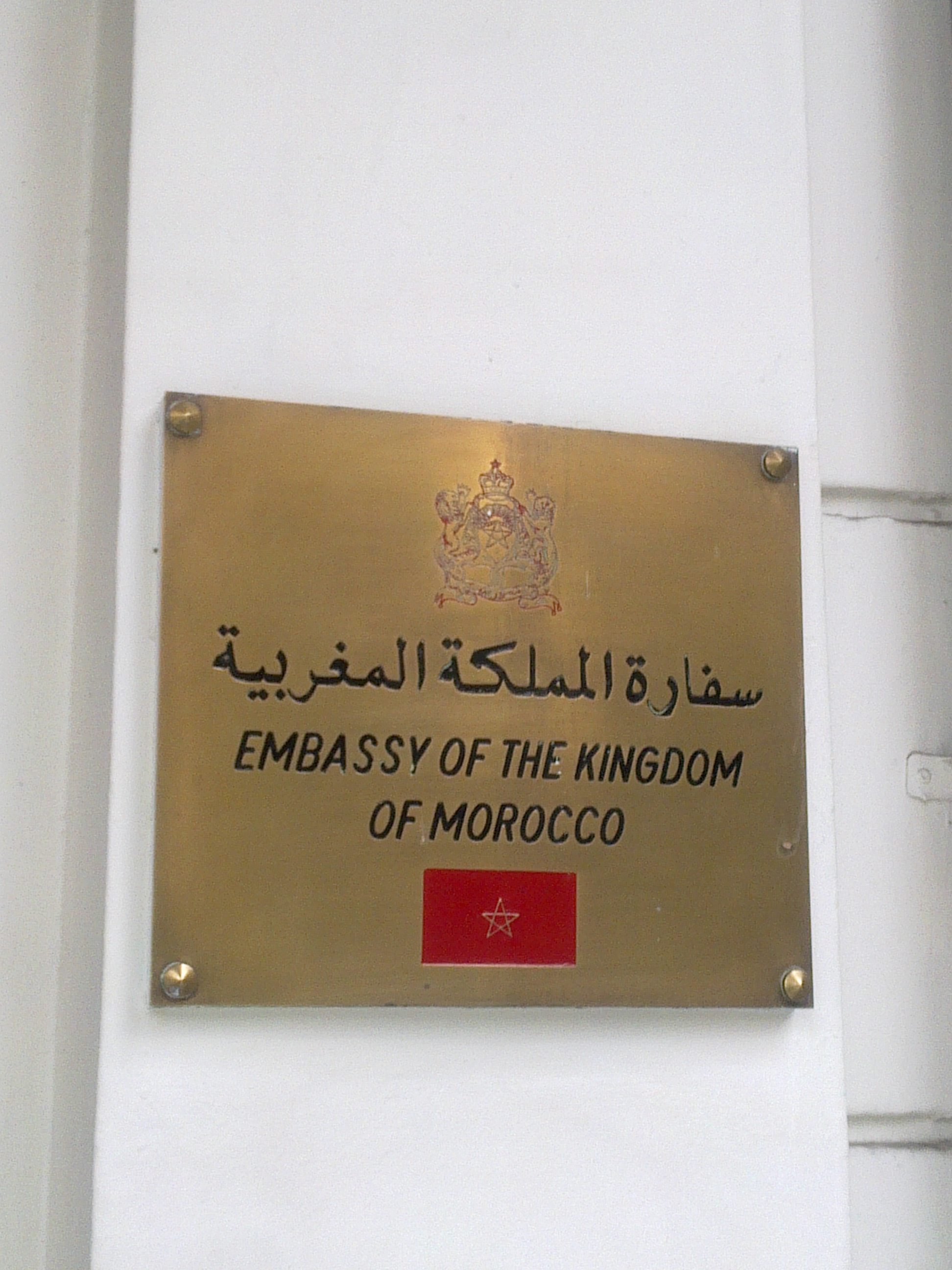

## Liste des ambassadeurs
| #  | Ambassadeur                                           | Titre       | Date de la nomination | Monarques du Maroc            | Monarques de Grande-Bretagne |
| -- | ----------------------------------------------------- | ----------- | --------------------- | ----------------------------- | ---------------------------- |
| 1  | Rais Merzouk Ahmed Benkacem                           | Ambassadeur | 1588                  | Ahmed al-Mansour              | Elizabeth I                  |
| 2  | Caid Ahmed ben Adel                                   | Ambassador  | 1595                  | Ahmed al-Mansour              | Elizabeth I                  |
| 3  | Abd el-Ouahed ben Messaoud Anoun                      | Ambassadeur | 1600                  | Ahmed al-Mansour              | Elizabeth I                  |
| 4  | Pasha Ahmed Benabdellah                               | Envoyé      | 1628                  | Abd al-Malik II               | Charles I                    |
| 5  | Général Jawdar Ben Abdellah                           | Ambassadeur | 1637                  | Mohammed ech-Cheikh es-Seghir | Charles I                    |
| 6  | Caid Mohamed Benaskar                                 | Ambassadeur | 1638                  | Mohammed ech-Cheikh es-Seghir | Charles I                    |
| 7  | Robert Blake                                          | Envoyé      | 1639                  | Mohammed ech-Cheikh es-Seghir | Charles I                    |
| 8  | Abdelkrim Annaksis                                    | Envoyé      | 1657                  | Muhammad al-Hajj ad-Dila'i    | Charles II                   |
| 9  | Mohamed Ben Haddou                                    | Ambassadeur | 1681                  | Ismaïl                        | Charles II                   |
| 10 | Abdellah Benaïcha                                     | Ambassadeur | 1685                  | Ismaïl                        | Charles II                   |
| 11 | Haim Toladano                                         | Ambassadeur | 1691                  | Ismaïl                        | Guillaume III & Marie II     |
| 12 | Mohamed Cardenas                                      | Envoyé      | 1700                  | Ismaïl                        | Guillaume III                |
| 13 | Haj Ali Saban                                         | Envoyé      | 1700                  | Ismaïl                        | Guillaume III                |
| 14 | Joseph Diaz                                           | Ambassadeur | 1700                  | Ismaïl                        | Anne                         |
| 15 | Ahmed ben Ahmed Cardenas                              | Ambassadeur | 1706                  | Ismaïl                        | Anne                         |
| 16 | Bentura de Zarl                                       | Envoyé      | 1710                  | Ismaïl                        | Anne                         |
| 17 | Abdelkader Perez                                      | Ambassadeur | 1723                  | Ismaïl                        | George I                     |
| 18 | Mohammed Ben Ali Abgali                               | Ambassadeur | 1725                  | Ismaïl                        | George I                     |
| 19 | Abdelkader Perez                                      | Ambassadeur | 1737                  | Mohammed II                   | George I                     |
| 20 | Abdekader Adiel                                       | Ambassadeur | 1762                  | Mohammed III                  | George III                   |
| 21 | Admiral el-Arbi ben Abdellah ben Abu Yahya al-Mestiri | Ambassadeur | 1766                  | Mohammed III                  | George III                   |
| 22 | Jacob Benider                                         | Ambassadeur | 1772                  | Mohammed III                  | George III                   |
| 23 | Sidi Taher ben Abdelhaq Fennish                       | Ambassadeur | 1773                  | Mohammed III                  | George III                   |
| 24 | Mas'ud de la Mar                                      | Envoyé      | 1781                  | Mohammed III                  | George III                   |
| 25 | Meir ben Maqnin                                       | Ambassadeur | 1827                  | Abd ar-Rahman                 | George IV                    |
| 26 | Al-Amin Said Mohammed ash-Shami                       | Ambassadeur | 1860                  | Mohammed IV                   | Victoria                     |
| 27 | Haj Mohammed Zebdi                                    | Ambassadeur | 1876                  | Hassan Ier                    | Victoria                     |
| 28 | Mohammed Ben Abdellah Ben Abdelkrim as-Saffar         | Ambassadeur | 1880                  | Hassan Ier                    | Victoria                     |
| 29 | Prince Moulay Mohammed                                | Ambassadeur | 1897                  | Abd al-Aziz                   | Victoria                     |
| 30 | Al-Mehdi el-Mnebhi                                    | Ambassadeur | 1901                  | Abd al-Aziz                   | Édouard VII                  |
| 31 | Pasha Abderrahmane Ben Abdessadek Errifi              | Ambassadeur | 1902                  | Abd al-Aziz                   | Édouard VII                  |
| 32 | Tahar ben al-Amine                                    | Ambassadeur | 1909                  | Abd al-Hafid                  | Édouard VII                  |

### Après l'indépendance du Maroc
| 33 | Prince Moulay Hassan ben Mehdi Alaoui | Ambassadeur | 1957 | Mohamed V   | Élisabeth II |
| 34 | Lalla Aïcha                           | Ambassadeur | 1965 | Hassan II   | Élisabeth II |
| 35 | Mohammed Laghzaoui                    | Ambassadeur | 1969 | Hassan II   | Élisabeth II |
| 36 | Thami Ouazzani                        | Ambassadeur | 1971 | Hassan II   | Élisabeth II |
| 37 | Abdallah Chorfi                       | Ambassadeur | 1973 | Hassan II   | Élisabeth II |
| 38 | Badreddine Senoussi                   | Ambassadeur | 1976 | Hassan II   | Élisabeth II |
| 39 | Abdellatif Filali                     | Ambassadeur | 1980 | Hassan II   | Élisabeth II |
| 40 | Mehdi Benabdeljalil                   | Ambassadeur | 1981 | Hassan II   | Élisabeth II |
| 41 | Abdeslam Zenined                      | Ambassadeur | 1987 | Hassan II   | Élisabeth II |
| 42 | Khalid Haddaoui                       | Ambassadeur | 1991 | Hassan II   | Élisabeth II |
| 43 | Mohammed Belmahi                      | Ambassadeur | 1999 | Mohammed VI | Élisabeth II |
| 44 | Lalla Joumala Alaoui                  | Ambassadeur | 2007 | Mohammed VI | Élisabeth II |
| 45 | Abdesselam Aboudrar,                  | Ambassadeur | 2016 | Mohammed VI | Élisabeth II |
| 46 | Hakim Hajoui’,                        | Ambassadeur | 2021 | Mohammed VI | Élisabeth II |

## Consulats
- Londres: consulat général